# ホンモノの気持ち
『ホンモノの気持ち』（原題: Zoe）は、2018年のアメリカ合衆国のSFロマンティック映画であり、ドレイク・ドレマスによって監督された。ユアン・マクレガー、レア・セドゥ、テオ・ジェームズ、ミランダ・オットー、ラシダ・ジョーンズ、 クリスティーナ・アギレラらが出演する。

## あらすじ
ゾーイは人間関係の改善に取り組むベニゾルの研究所で働く若い女性である。研究所では、人間そっくりのアンドロイドであるシンセ(Synthetic)のアッシュを製作し、人間とのかかわりを観察する。ゾーイは離婚したばかりの研究者のコールに魅かれるが、自分が人間とのかかわりを観察するためのシンセであり、記憶は偽物であるとコールから知らされる。ゾーイはシンセの売春婦であるジュエルズにアドバイスを求め、コールとの仲を深める。だがゾーイが交通事故に遭って損傷したことをきっかけにして、コールはゾーイと距離を置き研究所を辞める。ゾーイとコールは、ベニゾルの製品である恋愛を促進する薬品を飲んで、それぞれゆきずりの関係を試すが充たされない。ベニゾルは人間のパートナーとしてゾーイと同じ型のシンセを量産する。ゾーイはアッシュにならって自分の機能停止を望むが、思いとどまって蘇生し、コールと再会し涙をこぼす。

## 登場人物
※括弧内は日本語吹替
- コール - ユアン・マクレガー（森川智之）： 研究所の研究者
- ゾーイ - レア・セドゥ（渡辺明乃）： 研究所職員
- アッシュ - テオ・ジェームズ（前田一世）： 研究所で製作されたシンセ
- エマ - ラシダ・ジョーンズ（松岡依都美）： コールの前妻
- ジュエルズ - クリスティーナ・アギレラ： シンセの売春婦
- デザイナー - ミランダ・オットー： シンセの売春宿の女主人
- マイケル - マシュー・グレイ・ギュブラー： バーでゾーイと知り合う若い男

## 製作
2016年8月19日、ドレイク・ドレマス監督の新作映画にチャーリー・ハナムとレア・セドゥが出演するとの報道があった。10月25日、本作のタイトルが『Zoe』に決まった。5月、降板することになったハナムの代役としてユアン・マクレガーの起用が発表された。8日、本作の主要撮影がカナダのモントリオールで始まった。

## 公開
2018年4月21日にトライベッカ映画祭でプレミア上映され、アメリカ、カナダ、イギリス、アイルランド、イタリア、オーストラリア、ニュージーランドではアマゾン・スタジオにより 、日本及びベネルクスではNetflixにより2018年7月20日に独占配信された。

## 評価
本作に対する批評家からの評価は芳しいものではない。映画批評集積サイトのRotten Tomatoesには12件のレビューがあり、批評家支持率は25%、平均点は10点満点で3.9点となっている。また、Metacriticには10件のレビューがあり、加重平均値は39/100となっている。